# William Sheldon
William Herbert Sheldon, Jr., född 19 november 1898, död 17 september 1977, var en amerikansk psykolog som blev känd för sin användning av antropometri för sin kategorisering av människor i olika kroppstyper. 

## Biografi
Efter att ha gått igenom ca 4000 fotografier och mätningar av nakna studenter konstruerade Sheldon under 1940-talet följande kroppstyper: den endomorfa, mesomorfa och ektomorfa.
Sheldons typlära är besläktad med Kretschmers och innehåller liksom dennes, dels ett system för beskrivning av kroppsbyggnaden, dels en tredelad personlighetstypologi. Sheldon räknade dock med en vidare variation än Kretschmer och Jung och har t. ex. över 50 olika personlighetsdrag. 
Sheldons kroppstyper har i senare studier visat sig ha ringa värde för att förutsäga människors beteende.[källa behövs]